# Đại Đô
Đại Đô hoặc Khanbaliq là kinh đô của nhà Nguyên trong lịch sử Trung Quốc , ngày nay thuộc Bắc Kinh, thủ đô của Cộng hòa Nhân dân Trung Hoa. Nó được biết bằng tiếng Trung Quốc là Dadu (大都; bính âm: Dàdū), có nghĩa là "thành phố lớn" hay "thủ đô lớn" từ hãn và balik.

## Lịch sử
Một năm sau khi thành lập nhà Nguyên năm 1271, Hốt Tất Liệt chọn Đại Đô là kinh đô dưới cái tên Dadu mặc dù việc xây dựng chưa hoàn thành cho đến năm 1293. Nơi đóng đô trước đây của ông tại Thượng Đô trở thành kinh đô mùa hè.
Trong năm 1346 các nhà thám hiểm Ibn Battuta kể lại trong "The Rihla" chuyến đi của ông tới Trung Quốc và mô tả Khanbaliq "خاب باليق" và Tử Cấm Thành:
"Cung điện của ông, nơi cư trú của Đại Hãn, được xây dựng ở trung tâm thành phố, được xây dựng bằng gỗ được chạm khắc hoàn hảo. Nó có bảy cánh cửa. Trong cánh cửa đầu tiên là người bảo vệ, phụ trách bảo vệ tất cả các cánh cửa khác, trong đó có hàng ngàn Mamluk bảo vệ lối vào. Trong cánh cửa thứ hai có 500 cung thủ. Ở cánh cửa thứ ba là 500 giáo sĩ..."
Trước đây, Marco Polo, trong cuốn sách của ông Ghi chú về chuyến du lịch, trong thời gian của Hốt Tất Liệt, mô tả nó như là:
"Kinh đô lớn nhất, đẹp nhất và thịnh vượng nhất trên thế giới ". Ngược lại với những đường phố chật hẹp của Venice, các đường phố của Jambalic đã rất thẳng và rộng từ một đầu của kinh đô có thể nhìn thấy bức tường ở đầu kia. Không có kinh đô nào trên thế giới mà [...] một số lượng lớn các vật thể quý giá và có giá trị đến thế. Mỗi ngày có hơn một nghìn xe, được chở độc quyền bằng lụa, vào kinh đô".

## Bị phá hủy
Hoàng đế Minh Thái Tổ của triều đại nhà Minh đã kéo quân đánh Đại Đô vào năm 1368. Hoàng đế nhà Nguyên cuối cùng là Nguyên Huệ Tông đã đưa gia quyến chạy trốn về phía bắc đến Thượng Đô trong khi nhà Minh đã đánh sập và thiêu rụi Đại Đô. Sau đó Đại Đô được đổi tên thành Bắc Bình ("Phía bắc bình yên") và tỉnh Thuận Thiên được thành lập ở khu vực xung quanh đó.